# 武田治
武田”チャッピー”治（たけだ”チャッピー”おさむ、1949年11月11日 - ）は、ドラマーである。

## 来歴
ファーラウト、クロニクル、タイフーンナタリー、千年COMETS、白竜、スーパーグー、NOIZ、カルメン・マキ&OZ、2音に参加。2018年にカルメン・マキ&OZのメンバーとして川崎市のクラブチッタの30周年記念イベントに登場し、2019年には武田の古希を祝うイベント『Chappy and Friends Live at Garden』が開催された。2020年には「カルメン・マキ&OZ 2020」として再びCLUB CITTA'でライブ『閉ざされた町』を開催している。